# Naresuan
Naresuan, também chamado de Naresuan, o Grande (สมเด็จ พระ นเรศวร มหาราช, também chamado de Naret, Príncipe Negro ou Somdet Phra Sanphet II) (25 de abril de 1555 – 7 de abril de 1605 ) foi o rei do Reino de Ayutthaya de 1590 até a sua morte.
Naresuan foi um dos monarcas mais reverenciados do Sião, atual Tailândia.  Ele é conhecido por suas campanhas para libertar o Sião do domínio birmanês. Durante o seu reinado numerosas guerras foram travadas contra a Birmânia, quando o Reino de Ayutthaya atingiu sua maior extensão territorial e influência.
Ele sucedeu seu pai Maha Tammaratchathirat I (Sanphet I), que tinha caído sob o jugo da dinastia Taungû da Birmânia em 1584.

## Biografia

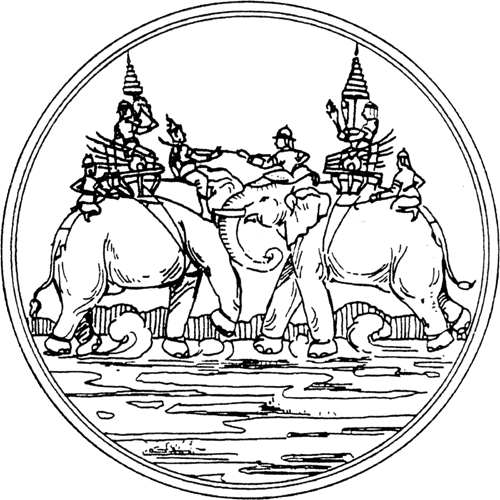
Selo provincial de Suphan Buri celebrando a vitória em duelo. Representa Naresuan, à direita, a desferir o golpe de acha d'armas sobre Mingyi Swa.

Nascido em Phitsanulok, Naresuan foi levado cativo pelos birmaneses para garantir a lealdade de seu pai Maha Tammaratchathirat I, que se tornou rei de Ayutthaya após a ocupação da Birmânia em 1569. Ele foi treinado em artes marciais, literatura, estratégias militares e era um dos príncipes no palácio de seu pai adotivo na Birmânia.
Na guerra burmano-siamesa de 1584–1593 toma um papel decisivo na vitória dos siameses. Uma narrativa chega-nos em que Naresuan terá, na Batalha de Nong Sarai em janeiro de 1593, vencido um duelo de elefantes de guerra contra o monarca opositor Mingyi Swa,:130–131, tendo desferido o golpe mortal com a sua ngao. O local do duelo terá sido marcado por Naresuan com um pagode.:134

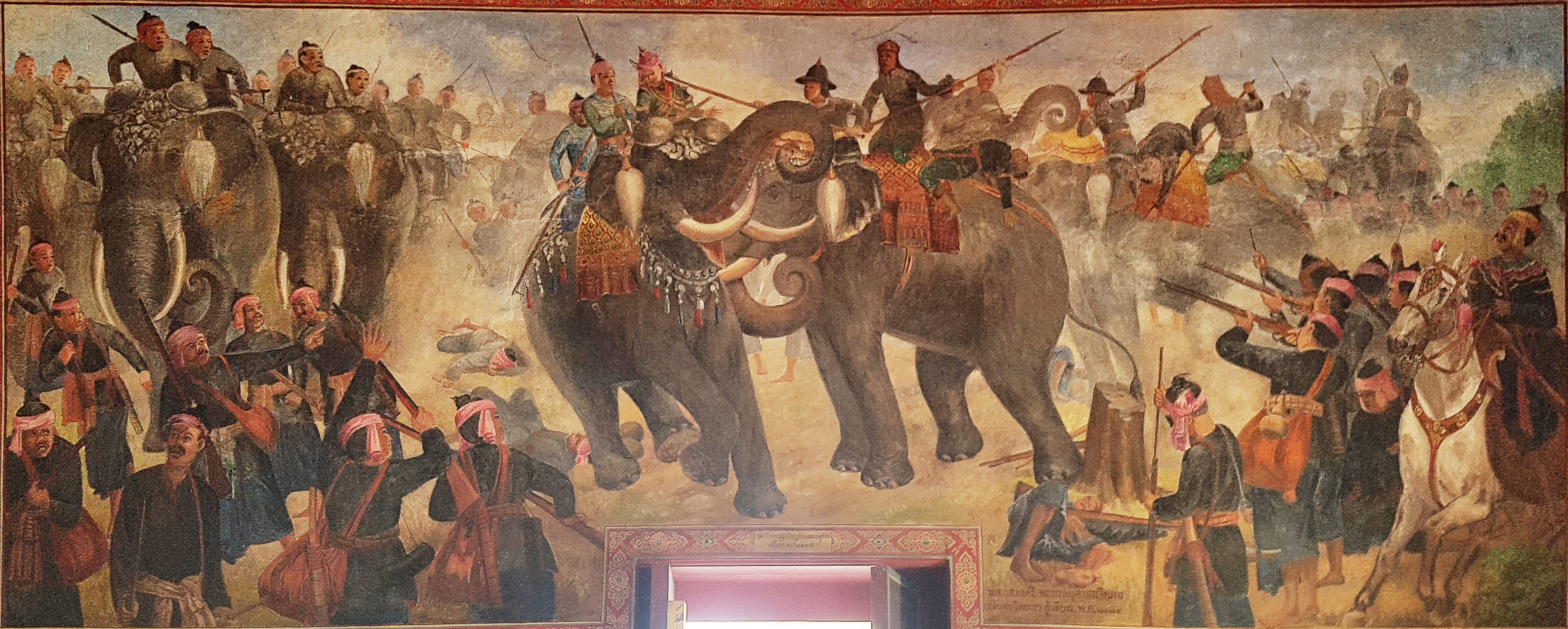
Duelo de elefantes de Naresuan e Mingyi Swa como mural na sala de ordenação do templo de Wat Suwan Dararam, em Aiutaia.